# Decarthron discolor
Decarthron discolor är en skalbaggsart som beskrevs av Brendel 1890. Decarthron discolor ingår i släktet Decarthron och familjen kortvingar. Inga underarter finns listade i Catalogue of Life.